# Andrés Espinosa

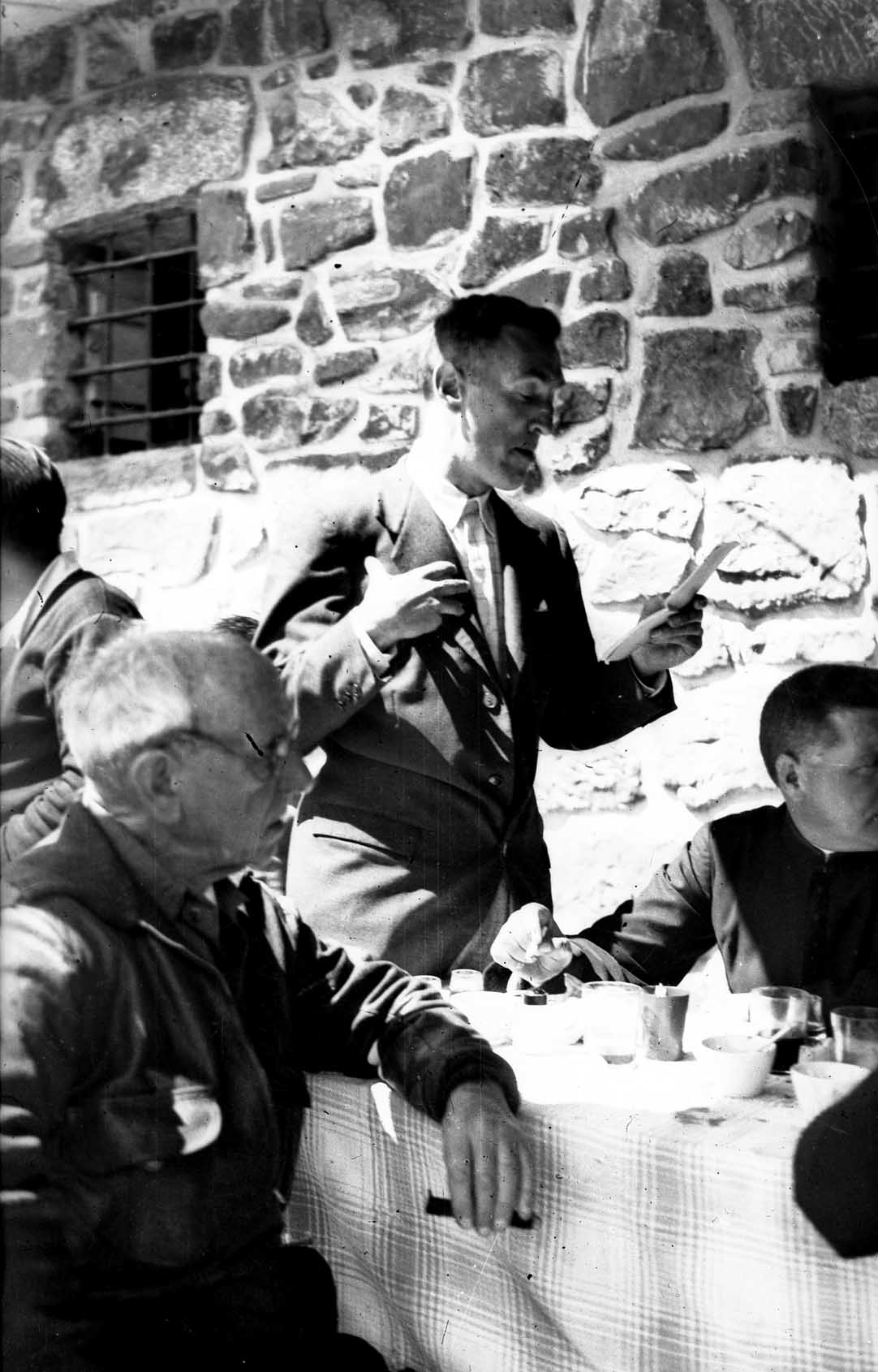
Andrés Espinosa

Andrés Espinosa Echebarria (Amorebieta, Vizcaya, 17 de octubre de 1903-16 de mayo de 1985). Primogénito entre seis hermanos, tiene 9 años cuando fallece el padre. A los 12 años ingresa en el internado de Lecároz, ubicado en el valle navarro del Baztán, dedicando 3 años a estudiar comercio. Al acabar se traslada a Bilbao, donde trabajará como vendedor de telas. La profesión heredada del padre no le satisface. Se distancia de su entorno social, buscando refugio en la naturaleza que descubrió en la niñez con su amigo el pintor Enrique Renteria (1900 – 1982). Juntos recorrían los montes que rodean Amorebieta, aprendiendo arte y adquiriendo sensibilidad en contacto con esos bucólicos paisajes. El impacto que le produce la actividad laboral lo alivia convirtiendo la montaña en una pasión, contagiada por Antxon Bandres (1879 -1966), primer presidente de la Federación Vasco Navarra de Alpinismo. El tiempo libre lo dedicará a desarrollar una frenética actividad montañera por todos los rincones del País Vasco.
Esa trayectoria vital de impulso naturalista que Espinosa denomina “mi fiebre montañera”, le lleva a recorrer entre 1925 y 1927 las principales sierras de España: Demanda, Urbión, Cebollera, Moncayo, Cordillera Cantábrica, Guadarrama, Gredos, Sierra Nevada... A través de esas ascensiones Espinosa demuestra poseer unas cualidades físicas excepcionales que destacan de forma notoria en las carreras de montaña de Orduña y Elgoibar. Sus logros son distinguidos en diversos concursos.
Siendo un solitario vocacional, nunca se mostrará ajeno al montañismo organizado. En 1925 ingresa en la Sociedad Deportiva Amorebieta, ocupando la presidencia entre 1928 y 1930. En 1928 entra en la redacción de Pyrenaica y es elegido vocal de la delegación vizcaína de la Federación Vasco Navarra de Alpinismo. En 1930, convertido ya en un mito del montañismo vasco, es elegido presidente de la delegación vizcaína.

## Cinco años de gloria
Con 25 años, nada más volver del Teide, afronta el primero de sus grandes retos: escalar el mítico Picu Urriellu o Naranjo de Bulnes. Es la ascensión que hace el número 16 (el 30 de julio de 1928). El relato que nos ha legado es alucinante. Sin darse mayor importancia, comenta: “Yo no pensaba escalar el Naranjo... fue una ascensión inopinada”. Sin pretenderlo, se convierte en pionero del montañismo vasco y por añadidura español, cuando en su historial quedan todavía muchas páginas en blanco.
La campaña alpina de Espinosa constituyó en 1929 una epopeya que le hizo merecer el prestigioso título de miembro de honor del Club Alpino Inglés. También le concedieron ese galardón el Club Alpino Español y Peñalara. Para entrar en ese Olimpo del montañismo tuvo que soportar una angustiosa prueba de supervivencia. Sin haber pisado antes un glaciar, corona el Mont Blanc (4807 m) con abarcas, pasando tres noches entre las nieves perpetuas. Seis días después escala el imponente Matterhorn (Cervino). Ya se había subido en solitario, pero no existe constancia de que alguien lo lograse antes sin utilizar cuerda. 
Espinosa toma en 1930 una decisión trascendental: vende la parte del negocio de tejidos heredado del padre, deja el trabajo y se dedica a viajar. En Amorebieta, su pueblo natal, se oyen voces que le llaman “loco”. Andrés sufre, se siente incomprendido, pero nadie logrará detener su proyecto. Sigue adelante enarbolando esta consigna:” Sólo, loco, libre, por el mundo adelante, que es muy grande”. 
Viaja entonces a Egipto, visitando Alejandría y El Cairo. Después se interna en la Península del Sinaí, perdiéndose en el desierto. Con la ayuda de un beduino consigue llegar al monasterio de Santa Catalina. Desde allí sube a la montaña sagrada del Sinaí y al Yebel Khaterin, techo de Arabia. Andrés resume así su experiencia en el desierto: “Nueve días y medio casi sin parar de caminar. Cuatro días perdido entre montañas”.
Volviendo a recorrer a pie los 120 kilómetros que le separan de la costa, embarca en Suez rumbo a Mombasa. Cruzando entonces la selva, donde vive emotivos encuentros con los nativos, emprende el ascenso del “gigante africano”. Tras permanecer tres noches a más de 5.000 metros de altura, sintiéndose enfermo y soportando las inclemencias del mal tiempo, logra coronar el Kilimanjaro (5.895 m). Al regresar a Europa se detiene en Port – Said para visitar Jerusalén como humilde peregrino. Espinosa, hombre reservado y modesto, alcanza entonces cotas de popularidad que ningún deportista actual podría soñar.
En 1931, al iniciarse el periodo republicano, afronta el más osado de sus retos: la aventura del Himalaya. Cruzando los mares Tirreno, Jónico, Rojo e Índico, tras 22 días de navegación desembarca en Madrás. Pasando por Calcuta, viaja en tren hasta Darjeeling. Pretende unirse a una expedición alemana, pero llega tarde. Las autoridades inglesas le niegan la autorización para intentar alguna cumbre de 6.000 o 7.000 metros. Aunque sólo ha tenido ocasión de contemplar la silueta del Kangchenjunga, no se desanima; tiene intención de formar un pequeño grupo para volver al cabo de 2 o 3 años. Ese sueño no se hará realidad.
En 1932 Espinosa cruza en tren la península ibérica camino del Marruecos español y francés, sin saber que se trata de su última aventura. En este viaje, el menos conocido de cuantos realizó, escribe un diario, ilustrado con dibujos, donde va anotando las impresiones que le inspiran ciudades y gentes. Durante el recorrido visita Ceuta, Tetuán, Tánger, Larache, Meknes, Fez, Rabat, Casablanca, Marrakech…Siendo su principal objetivo la cordillera del Atlas, desde Marrakech entra en territorio berebere. Tras una penosa ascensión plena de emociones, alcanza el vértice del Toubkal (4.165 m). Su próxima meta eran los Andes, pero el destino y la guerra truncaron sus planes.

## Hombre culto
Espinosa habla francés, narra sus ascensiones con recursos literarios, dibuja paisajes, pronuncia conferencias, la prensa difunde sus relatos como temas de actualidad, escribe críticas de arte, participa en tertulias intelectuales, se relaciona con Unamuno y Baroja, se atreve a reproducir poemas de Machado en los tenebrosos años 50... Posee por tanto esa destacada cualidad de persona ilustrada que caracteriza a los grandes aventureros. La diferencia esencial respecto a todos ellos es que no era rico; sus planes estaban supeditados a tener que viajar en condiciones muy precarias.
Espinosa anunció en varias ocasiones la publicación de un libro con sus vivencias. Al volver de Marruecos ambicionaba dedicarse a la tarea de escritor. Ninguno de esos proyectos se hizo realidad. Una parte esencial de su obra, los cuadernos manuscritos que narran e ilustran su último viaje, permanecen en la actualidad inéditos. 

## El valor de la amistad
Observando la trayectoria de Andrés Espinosa desde la perspectiva actual, sorprende que siendo nacionalista mantuviese excelentes relaciones con montañeros que tenían una visión jacobina (centralista) del Estado, e incluso optaron por el bando franquista durante la guerra. Es el caso de Ángel Sopeña (1894 – 1982), que al crearse la Federación Española de Montañismo (1941) es nombrado delegado regional, ejerciendo la labor de comisario político en el montañismo vasco. Ese hecho prueba que su concepción de la amistad no tenía fronteras. 
Viajaba con frecuencia a Madrid, donde tenía buenos amigos, dando conferencias por encargo de Peñalara y del Club Alpino Español. La prensa madrileña se hizo amplio eco de sus hazañas e incluso semanarios como “Estampa”, le dedicaron extensos reportajes. Quien más ensalzó la figura de Andrés Espinosa fuera del País Vasco fue el periodista y escritor Arnaldo de España, secretario de Peñalara, siendo también el primero en reclamar que se recopilasen sus narraciones en un libro. 

## Última etapa
Durante 5 años Andrés Espinosa formó parte de la elite del montañismo internacional. Después, teniendo pendiente viajar a los Andes y volver al Himalaya, se sumerge en el anonimato. En ese cambio de trayectoria tan drástico inciden tres circunstancias: 1) la escasez de recursos económicos y de tiempo libre. Quiso ser funcionario, pero no lo logró. 2) El golpe de Estado de 1936 provoca una guerra fratricida. Espinosa se integró en los batallones del gobierno de Euskadi. Cae preso y cumple una breve condena en Bilbao. Esa experiencia límite marca el resto de su vida. 3) En 1941 contrae matrimonio con Pilar Amezua. Aunque no deja de ir al monte, se convierte por propia iniciativa en ciudadano anónimo, rechazando cualquier homenaje o reaparición pública. 
Andrés Espinosa Echebarria dejó de mirar hacia las cumbres a los 81 años, el 16 de mayo de 1985. Desde entonces reposa en Amorebieta, su pueblo natal, en el panteón de la familia Alcorta. En la tumba no figura ninguna inscripción. Al visitarla recordamos una de sus frases: “... yo no he buscado nunca en las montañas vanidades humanas, ni medallas ni glorias.”

## Trascendencia de Andrés Espinosa
La trayectoria de Andrés Espinosa se rige por la siguiente regla: más alto, más lejos, más difícil. Sus actividades se encadenan respondiendo a esos tres criterios. Desde una perspectiva estrictamente montañera, la actividad más destacada de Espinosa tuvo como escenario Los Alpes. Su ascensión al Mont Blanc posee una enorme trascendencia, al menos por dos razones: 1.ª) Hasta entonces nadie había osado superar 3.800 metros de desnivel para subir en el día desde Chamonix. 2ª) Alcanzarlo en solitario implicaba, además de una gran proeza, romper con el monopolio de los guías, que se consideraban imprescindibles e imponían sus condiciones a los clientes. 
Espinosa demostró que es posible vivir fascinantes aventuras sin ser un adinerado. Representa pues el inicio de la popularización y democratización del alpinismo. Se comporta como un Prometeo que libera al montañismo de su carácter clasista, poniéndolo al alcance de todos los mortales. Espinosa destaca también en facetas artísticas y culturales. Dotado de profundos sentimientos religiosos, hace extensivos sus valores éticos a la naturaleza, concibiendo un dios panteísta que le convierte en profeta del ecologismo.